# استین (اوبرساکسن)
استین (به لاتین: Stein) یک کوه در سوئیس است که در کانتون گراوبوندن واقع شده‌است. استین ۲٬۱۷۲ متر بالاتر از سطح دریا واقع شده‌است.